# 小松大和
小松大和（こまつだいわ）は、かつて石川県小松市にあった日本の百貨店である。

## 沿革・概要

### 西友の開業から小松西武閉店まで
1975年（昭和50年）12月、総事業費33億円を投じ整備された小松駅前第2防災建築街区に竣工した尚成ビルに、西友ストア北陸が小松店を開業。1983年（昭和58年）に西友が運営する西武店業態の小松西武となり、1992年（平成4年）10月に西武百貨店に経営が移った。
だが、駅前商店街の一帯の衰退や元々商圏規模が小さかったことに加え、小松西武は駐車場が60台と少なく、郊外に出来た大型駐車場を備えたショッピングセンターなどに利用客が流れてしまい、1992年（平成4年）に72億円だった売上が1995年（平成7年）には44億円に急減。20年間で100億円を超える累積赤字を抱えこみ、解消できる目処も立たなかったことから、1996年（平成8年）12月に20年間の賃貸契約が期限切れを迎えるのを機会に閉店した。

### 大和の出店
1996年（平成8年）4月11日に西武百貨店が撤退を表明したことを受けて、同月17日に小松市長を委員長とする小松市、小松商工会議所、尚成ビル、西武百貨店による跡地利用計画対策準備委員会を発足させ、後継店舗の招致に当たった。
小松市が隣接地に立体駐車場を整備して駐車場不足を解消する動きを見せていたことが決め手となって、大和が出店を決意し、1997年（平成9年）9月17日に尚成ビルと土地、建物譲渡の合意書を締結して翌日正式に出店を発表した。
大和は内外装の改修を含め約60億円を投資し、1998年（平成10年）3月21日に後継店として大和小松店を開業した。
これに合わせて、財団法人小松市開発公社が土地取得費など約8.5億円、建設費9.48億円を投じて建設した7階8層312台収容の小松駅前立体駐車場を同年1月16日に着工して同年7月9日に開業させたほか、小松駅前広場の拡張や同駅周辺の北陸本線の連続立体交差化事業、周辺の道路整備など様々な周辺環境の整備が行われた。

### 大和の撤退とその影響
小松店は、ピーク時に約50億円あった売上が2009年（平成21年）2月期には前期比11.8%減の約32億円、2009年（平成21年）3 - 8月期には前年同期比10.0%減の約15.87億円と落ち込み、小松、新潟、長岡、上越の4店合計10億円弱の赤字が続き改善の見込みがない上、建物が古く耐震化を含むハード面の投資が比較的大きくなることから、2009年（平成21年）10月15日に閉店が発表され、2010年（平成22年）6月25日に閉店して12年の歴史に終止符を打った。
小松市中心商店街の年間売上高約90億円のうち約40億円を占めるとされていた中核店舗の閉鎖のため、閉店した2009年（平成21年）の秋に小松商工会議所が実施した調査で周辺の平日の通行量は大和撤退前と比べて約3割減少し、閉店翌月の中旬から近隣の中央通り商店街の売上も落ち、小松大和の来店者が2009年（平成21年）度の約24.5万台の大部分を占めていた小松駅前立体駐車場は利用台数が約3割になって約3600万円の減収になると試算していたと推測していたが、閉店直後の7月の利用台数が2010年（平成22年）は1,973台と2009年（平成21年）の22,109台から9割以上減少し、2010年（平成22年）7月から2011年（平成23年）3月の半年間の利用台数も約1万8千台と前年同期の9割減少となって、開業時に約13.1億円のうち2009年（平成21年）度末で約9.6億円が残る借入れの返済が遅れるなど大きな影響が出ている。
閉店の翌々日27日に大和が小松駅前のホテル（ハイパーホテル小松）1階に小型ギフト店を開設し、平和堂のアル・プラザ小松が百貨店を意識した高級感のある商品も投入し、めいてつ・エムザが小松の外商を増員するなど閉店後の需要に対応する動きもあったが、特定の受け皿がないため需要が分散して継承され、アル・プラザ小松やめいてつ・エムザの売上が多少伸びるだけに留まった。
また、大和が小松店へ移転に伴って百貨店店舗の周辺ではなくなった加賀市の配送を2010年（平成22年）6月1日から有料に変更した際にめいてつ・エムザも同日から同様に有料化するなどの影響も出ている。

### 跡地の活用

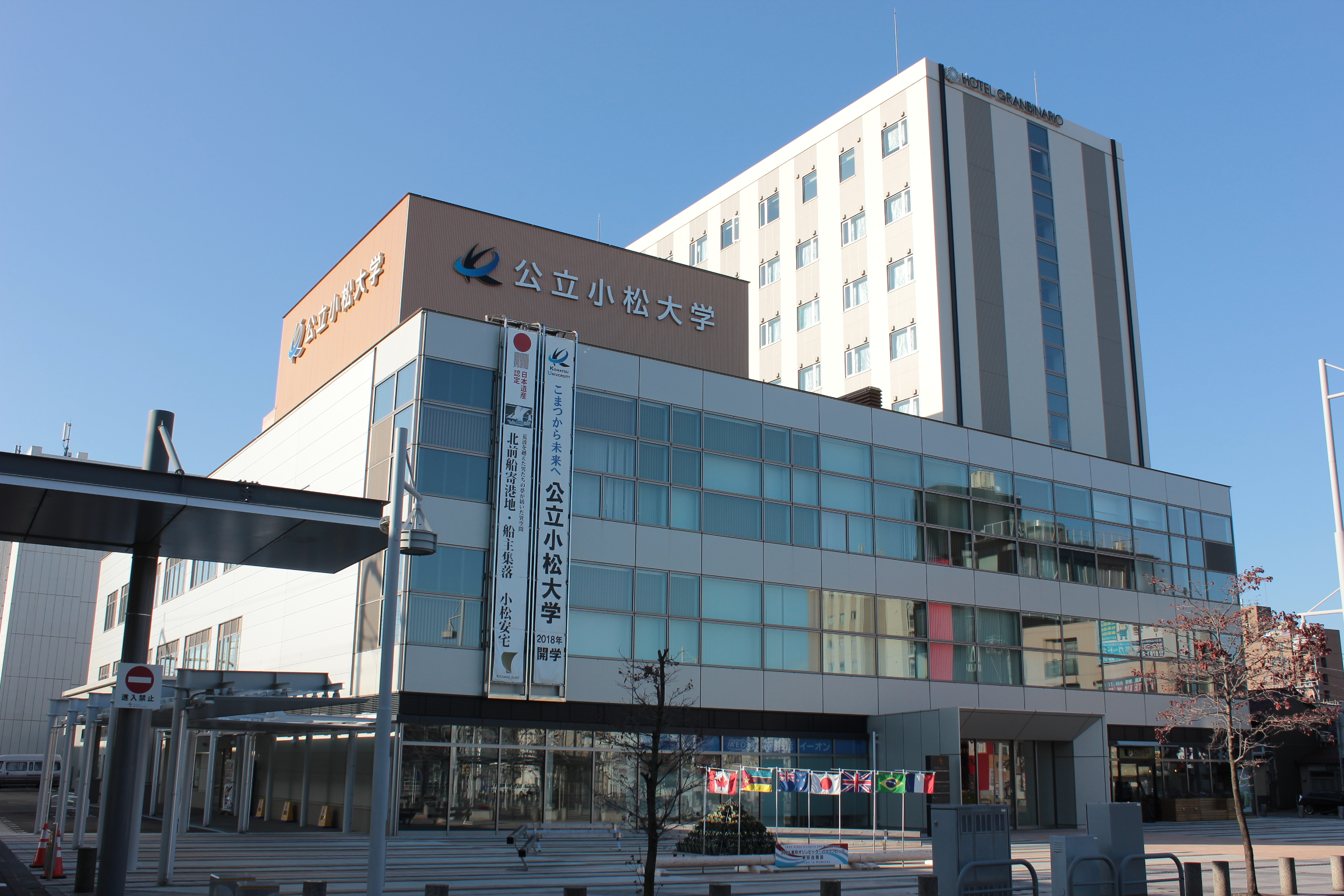
再開発して建てられた「こまつアズスクエア」

2009年（平成21年）10月14日に小松市長が大和本社を訪問して面談した際に「閉店時期やその後の取り扱いは地元としっかり協議していきたい」との話があったため、閉店が正式発表された翌日16日に小松市議会の駅周辺活性化対策特別委員会の正副委員長と小松市長が協議して小松商工会議所や小松中心商店街振興組合連合会、まちづくり会社こまつ賑わいセンターなどで構成する検討会を発足させることにするなど地元側が対応したが、大和が地元側と協議を進めなかったため2010年（平成22年）5月31日に小松商工会議所が「地元との協議もなく、閉店作業のみを粛々と進める姿勢には多くの市民も不信感を抱くことになりかねない」との厳しい言葉が並んだ要望書を大和に提出する事態になった。
また土地と建物で10億円以上はするとされる価格がネックとなり、2010年（平成22年）6月15日の小松市議会で小松市長が「大和が考えている金額は市が考えている数字と全然違い、とても市民の負担を強いることができない。現状のままの購入はあり得ない」と土地と建物購入を否定し、閉店した2010年（平成22年）6月25日時点でも大和本社は「現時点で交渉中の相手はいない。打診もなく、情報収集している段階」とするなど跡地利用の方向性が定まらないまま閉店となった。
そのため閉店翌月の7月から小松市が大和からショーウインドーを無償で借り受け、市内の観光名所の写真や説明パネル、市民向けのイベントなどを告知する広報コーナーを設置して暫定的に利用された。
2013年（平成25年）2月に小松市が更地の状態で4.2億円で取得する契約を大和と締結して解体工事が行われて同年11月に同市が取得。2017年（平成29年）12月に8階建ての複合施設「こまつアズスクエア」が開業した。1階に育児支援施設（カブッキーランド）、2・3階に公立小松大学（中央キャンパス）、上層階にはホテルグランビナリオKOMATSUが入居する。

## 交通アクセス
鉄道
- JR西日本北陸本線・小松駅下車すぐ。